# Oostfaals

Oostfaals is een van de dialectgroepen van het Nedersaksisch en dus het Nederduits. Het Oostfaals wordt in Nedersaksen en Saksen-Anhalt gesproken. Het Oostfaals wordt door weinig mensen gesproken. Een kenmerk van het Oostfaals is dat persoonlijke voornaamwoorden een k aan het einde van het woord kennen. Mi en di (Noord-Nederduits) zijn in het Oostfaals dialect mik en dik (mek en dek). 